# Município de Rose (condado de Carroll, Ohio)
O município de Rose (em inglês: Rose Township) é um município localizado no condado de Carroll no estado estadounidense de Ohio. No ano de 2010 tinha uma população de 1.537 habitantes e uma densidade populacional de 16,71 pessoas por km².

## Geografia
O município de Rose encontra-se localizado nas coordenadas 40° 36′ 14″ N, 81° 15′ 15″ O. Segundo a Departamento do Censo dos Estados Unidos, o município tem uma superfície total de 91.98 km², da qual 91,93 km² correspondem a terra firme e (0,06 %) 0,05 km² é água.

## Demografia
Segundo o censo de 2010, tinha 1.537 habitantes residindo no município de Rose. A densidade populacional era de 16,71 hab./km². Dos 1.537 habitantes, o município de Rose estava composto pelo 97,85 % brancos, o 0,33 % eram afroamericanos, o 0,33 % eram amerindios, o 0,2 % eram asiáticos, o 0,13 % eram de outras raças e o 1,17 % eram de uma mistura de raças. Do total da população o 0,91 % eram hispanos ou latinos de qualquer raça.